# Josef Csaplár
Josef Csaplár (* 29. Oktober 1962 in Ostrov nad Ohří) ist ein ehemaliger tschechischer Fußballspieler und Fußballtrainer.

## Spielerkarriere
Josef Csaplár begann mit dem Fußballspielen im Alter von zwölf Jahren bei Spartak Příbram. 1979 wechselte er zu UD Příbram, wo er den Sprung in die erste Mannschaft schaffte. In der Saison 1985/86 spielte er für Sklo Union Teplice, von 1986 bis 1987 absolvierte er seinen Wehrdienst bei VTJ Tábor und VTJ Karlovy Vary. Anschließend spielte er wieder für Teplice, ehe er in der Spielzeit 1988/89 für den SK Rakovník auflief. Danach kehrte er zu UD Příbram zurück. Von 1992 bis 1996 ließ er seine Karriere beim niederbayerischen Verein TSV Waldkirchen ausklingen.

## Trainerkarriere
Während er noch spielte, arbeitete Csaplár schon als Jugendtrainer bei UD Příbram. 1996 übernahm er die B-Mannschaft. 1998 wurde er Cheftrainer der Erstligamannschaft, nach nur sechs Punkten aus zwölf Spielen schon im November 1998 wieder entlassen. Anschließend arbeitete er als Trainerassistent in Příbram.
2001 wurde er zusammen mit Ladislav Škorpil Trainer bei Slovan Liberec, das Trainerduo (Csaplár war offiziell nur Co-Trainer) gewann mit der Mannschaft die Tschechische Meisterschaft. In der Winterpause 2003/04 wechselte er von Slovan Liberec auf den Trainerstuhl von Slavia Prag, die Mannschaft fiel vom dritten auf den vierten Rang zurück. Im April 2005 beendete Slavia vorzeitig die Zusammenarbeit mit Csaplár, als die Mannschaft nur auf einem enttäuschenden vierten Platz lag.
Zur Saison 2005/06 unterschrieb Csaplár einen Zweijahresvertrag bei Panionios Athen, wurde aber nach nur drei Monaten im Amt entlassen. Ende 2005 übernahm er den polnischen Erstligist Wisła Płock, mit dem er 2006 den polnischen Pokal gewann. Anfang September 2008 übernahm Csaplár die Mannschaft des FK Viktoria Žižkov, schon Anfang November 2008 wurde er wieder entlassen.

### Erfolge
- Tschechischer Meister 2002 mit Slovan Liberec
- Polnischer Pokalsieger 2006 mit Wisła Płock